# Florian Wilmsmann
Florian Wilmsmann (ur. 21 stycznia 1996 w Tegernsee) – niemiecki narciarz dowolny, specjalizujący się w konkurencji skicross, wicemistrz świata, mistrz świata juniorów.

## Kariera
Starty na arenie międzynarodowej rozpoczął w listopadzie 2011 roku podczas juniorskich zawodów FIS organizowanych w szwajcarskim Saas-Fee. W styczniu 2012 roku zadebiutował w zawodach z cyklu Pucharu Europy. W zawodach tej rangi osiągał sukcesy, zajmując między innymi 4. pozycję w klasyfikacji skicrossu w sezonie 2015/2016. W kwietniu 2015 roku zadebiutował w mistrzostwach świata juniorów w Valmalenco, w których ostatecznie zajął 34. lokatę. Na tej samej imprezie rozgrywanej w tym samym miejscu dwa lata później okazał się najlepszy, zdobywając tym samym tytuł mistrza świata juniorów.
W zawodach z cyklu Pucharu Świata zadebiutował w marcu 2016 roku. Wtedy to zajął odległą, 50. pozycje w konkursie w Arosie. Na pierwsze pucharowe punkty czekał do grudnia tego samego roku, kiedy to uplasował się na 21. miejscu we francuskim Val Thorens. W marcu 2017 roku zadebiutował w mistrzostwach świata w Sierra Nevada, w nich jednak nie ukończył rywalizacji. Rok później wystąpił po raz pierwszy w karierze w rywalizacji olimpijskiej. Podczas igrzysk w Pjongczangu, w konkursie skicrossu zajął 25. pozycję. W lutym 2019 roku po raz pierwszy w karierze stanął na podium zawodów PŚ, kończąc konkurs w niemieckim Feldbergu na 2. miejscu. W tym samym miesiącu wystartował w mistrzostwach świata w Solitude, w których był 11. W marcu 2019 roku zdobył brązowy medal podczas Uniwersjady w Krasnojarsku. W Pucharze Świata w sezonach 2018/2019 oraz 2019/2020 zajmował piąte pozycje w klasyfikacji skicrossu, z kolei w sezonie 2020/2021 był czwarty.

## Osiągnięcia

### Igrzyska olimpijskie
| Miejsce | Dzień     | Rok  | Miejscowość | Konkurencja | Zwycięzca   |
| ------- | --------- | ---- | ----------- | ----------- | ----------- |
| 25.     | 21 lutego | 2018 | Pjongczang  | Skicross    | Brady Leman |
| 21.     | 18 lutego | 2022 | Pekin       | Skicross    | Ryan Regez  |

### Mistrzostwa świata
| Miejsce | Dzień     | Rok  | Miejscowość   | Konkurencja        | Zwycięzca             |
| ------- | --------- | ---- | ------------- | ------------------ | --------------------- |
| DNF     | 18 marca  | 2017 | Sierra Nevada | Skicross           | Victor Öhling Norberg |
| 11.     | 2 lutego  | 2019 | Solitude      | Skicross           | François Place        |
| 17.     | 13 lutego | 2021 | Idre Fjäll    | Skicross           | Alex Fiva             |
| 2.      | 26 lutego | 2023 | Bakuriani     | Skicross           | Simone Deromedis      |
| 12.     | 21 marca  | 2025 | Engadyna      | Skicross           | Ryan Regez            |
| 6.      | 22 marca  | 2025 | Engadyna      | Skicross drużynowy | Szwajcaria            |

### Puchar Świata

#### Miejsca w klasyfikacji generalnej
- sezon 2016/2017: 182.
- sezon 2017/2018: 117.
- sezon 2018/2019: 35.
- sezon 2019/2020: 32.

Od sezonu 2020/2021 klasyfikacja skicrossu zastąpiła klasyfikację generalną.
- sezon 2020/2021: 4.
- sezon 2021/2022: 5.
- sezon 2022/2023: 3.
- sezon 2023/2024: 4.
- sezon 2024/2025: 3.

#### Miejsca na podium w zawodach
1. Feldberg – 16 lutego 2019 (skicross) – 2. miejsce
2. Innichen – 21 grudnia 2019 (skicross) – 2. miejsce
3. Val Thorens – 20 grudnia 2020 (skicross) – 3. miejsce
4. Bakuriani – 27 lutego 2021 (skicross) – 1. miejsce
5. Veysonnaz – 21 marca 2021 (skicross) – 1. miejsce
6. Val Thorens – 11 grudnia 2021 (skicross) – 3. miejsce
7. Nakiska – 15 stycznia 2022 (skicross) – 2. miejsce
8. Craigleith – 17 marca 2023 (skicross) – 2. miejsce
9. Innichen – 22 grudnia 2023 (skicross) – 3. miejsce
10. Nakiska – 21 stycznia 2024 (skicross) – 2. miejsce
11. Alleghe – 3 lutego 2024 (skicross) – 2. miejsce
12. Bakuriani – 10 lutego 2024 (skicross) – 2. miejsce
13. Veysonnaz – 16 marca 2024 (skicross) – 3. miejsce
14. Val Thorens – 12 grudnia 2024 (skicross) – 2. miejsce
15. Innichen – 20 grudnia 2024 (skicross) – 1. miejsce
16. Reiteralm – 16 stycznia 2025 (skicross) – 1. miejsce
17. Val di Fassa – 8 lutego 2025 (skicross) – 3. miejsce
18. Gudauri – 1 marca 2025 (skicross) – 2. miejsce
19. Craigleith – 15 marca 2025 (skicross) – 1. miejsce